# Gnathia arctica
Gnathia arctica är en kräftdjursart som beskrevs av Gurjanova 1929. Gnathia arctica ingår i släktet Gnathia och familjen Gnathiidae. Inga underarter finns listade i Catalogue of Life.